# Vida Nueva
Vida Nueva fue una revista literaria editada en Madrid entre 1898 y 1900, representante del denominado espíritu del 98.

## Plantilla, contenido y evolución
Fundada por Rodrigo Soriano, en su primera etapa su director fue el dramaturgo Eusebio Blasco y en su redacción figuraban Vicente Blasco Ibáñez, Jurado de la Parra, Mariano de Cavia, Francisco Fernández Villegas "Zeda", Benito Pérez Galdós, Luis París, Jacinto Octavio Picón, Eugenio Sellés, Enrique Lluria y José Nakens. En ella colaboraban además desde valores consagrados entonces como Emilio Castelar y Ramón de Campoamor a otros escritores más jóvenes como Unamuno, Ramiro de Maeztu, Ángel Ganivet y Rubén Darío.
Benito Pérez Galdós reflejó el ambiente propio del gran desastre que se está viviendo en estos momentos en su artículo "Fumándose las colonias". Unamuno escribió sus conocidos artículos "¡Muera Don Quijote!" y "Renovación". El 1 de enero de 1899, se publica un artículo póstumo de Ángel Ganivet titulado "Mis inventos". Dedicó un número especial (el 47) al primero de mayo de 1899 con artículos de Pi y Margall, Nicolás Estévanez Murphy, Dionisio Pérez y Santiago Alba que reflejan el auge de la simpatía que los intelectuales toman por el socialismo.
En su segunda etapa (desde octubre del 99) su director fue Dionisio Pérez. Aparecen los grabados, promueve una selección de colaboradores más literaria y se inaugura una nueva sección dedicada a presentar los «Escritores Nuevos», como Valle-Inclán con veintinueve años y un jovencísimo Juan Ramón Jiménez que con diecisiete años se da a conocer al mundo literario a través de esta revista, con traducciones de poemas de Ibsen de tono anarquista y con creaciones poéticas propias, en las que hablaba de «la tristeza de los menesterosos, de los explotados, de los humildes con impulsos de arrebatada ira».
Representó como ninguna otra publicación de la época lo que más tarde se llamará «espíritu del 98».
Logró reunir a los escritores más prometedores del momento y por ello obtuvo el calificativo que les dedicó el New York Herald en su edición de París: «The voice of Young Spain» ("La voz de la España Joven").

## Ideología
Ideológicamente hay quien sitúa la tendencia política de Vida Nueva entre el socialismo y el regeneracionismo; otros estiman que una revista de grupo y de marcada independencia ideológica: solo se excluyen las tendencias reaccionarias.

## Presiones y denuncias
Los arzobispos de Sevilla y Tarragona prohibieron a los católicos adquirir la revista y en agosto de 1898 se añadió a ellos el obispo de Cartagena. Después de ocho denuncias consecutivas y de abrir una suscripción en febrero de 1900 para intentar compensar las pérdidas, concluyó en su número 93, publicado el 18 de marzo de 1900.